# Gauwa Patera
La Gauwa Patera è una struttura geologica della superficie di Io.